# Christoph Krampe
Christoph Krampe (* 18. Januar 1943 in Erfurt) ist ein deutscher Rechtswissenschaftler und ehemaliger Hochschullehrer an der Ruhr-Universität Bochum.

## Leben
Krampe studierte ab 1962 Rechtswissenschaften an der Freien Universität Berlin und der Universität Freiburg. Nach seinem Ersten Juristischen Staatsexamen 1966 promovierte er unter Betreuung von Joseph Georg Wolf 1969 mit einer rechtshistorischen Arbeit zum Dr. iur. utr. 1972 legte er sein Zweites Staatsexamen ab. Anschließend war er als wissenschaftlicher Assistent von Karl-Heinz Schindler an dessen Lehrstuhl an der Universität Mannheim tätig. Dort habilitierte Krampe sich 1978. Sodann war er zunächst als Wissenschaftlicher Rat und Professor, ab 1981 als ordentlicher Professor an der Universität Bochum tätig. 1996 wechselte er an die Universität Mannheim, kehrte aber 2000 wieder an die Universität Bochum auf den Lehrstuhl für Bürgerliches Recht, Antike Rechtsgeschichte und Römisches Recht zurück. Während seiner zweiten Bochumer Zeit engagierte er sich stark um den deutsch-französischen Austausch und war unter anderem Gastprofessor an der Universität Panthéon-Assas. 2011 wurde er emeritiert.

## Werk
Krampes Forschungsschwerpunkte liegen vor allem im Römischen Recht, der Privatrechtsgeschichte und dem allgemeinen bürgerlichen Recht, insbesondere dem Vertragsrecht.
- Proculi Epistulae: Eine frühklassische Juristenschrift. C.F. Müller, Karlsruhe 1970 (Dissertation).
- Die Konversion des Rechtsgeschäfts. Klostermann, Frankfurt am Main 1980, ISBN 978-3-465-01398-3 (zugleich Habilitationsschrift Teil 1).
- Die Garantiehaftung des Vermieters für Sachmängel. Duncker & Humblot, Berlin 1980, ISBN 978-3-428-04642-3 (zugleich Habilitationsschrift Teil 2).
- Die Unklarheitenregel. Duncker & Humblot, Berlin 1983, ISBN 978-3-428-05424-4.